# کوشندال
کوشندال (به انگلیسی: Cushendall) یک روستا در بریتانیا است که در شهرستان انتریم واقع شده است. کوشندال ۱٬۳۶۳ نفر جمعیت دارد.